# Tiếng Ôn Châu
Tiếng Ôn Châu (giản thể: 温州话; phồn thể: 溫州話; Hán-Việt: Ôn Châu thoại; bính âm: wēnzhōuhuà), còn gọi là tiếng Âu Giang (giản thể: 瓯江话; phồn thể: 甌江話; Hán-Việt: Âu Giang thoại; bính âm: ōujiānghuà), Đông Âu Phiến (giản thể: 东瓯片; phồn thể: 東甌片; bính âm: dōngōupiàn) hay tiếng Âu (giản thể: 瓯语; phồn thể: 甌語; Hán-Việt: Âu ngữ; bính âm: ōuyǔ), là một dạng tiếng Trung Quốc nói ở thành phố Ôn Châu, địa cấp thị miền nam Chiết Giang, Trung Quốc. Đây là dạng tiếng Ngô khác biệt nhất, nổi danh vì sự phức tạp và khó hiểu. Người chỉ nói tiếng Ôn Châu khó có thể hiểu được người nói các dạng tiếng Ngô và các dạng tiếng Hán khác. Nó có một số đặc điểm tương đồng với tiếng Mân, nói ở miền nam, tại Phúc Kiến. Có khi, Âu Giang thoại được dùng để chỉ toàn cụm phương ngôn, còn Ôn Châu thoại chỉ riêng một tiểu phương ngữ nói ở Ôn Châu (Ôn Châu đích thực).
Do lịch sử lâu dài cộng với phần nào sự cô lập, tiếng Ôn Châu có hệ thống âm vị tương đối khác biệt, và có khi được coi là phương ngữ khó thông hiểu nhất đối với một người nói Quan thoại. Nó lưu giữ một lượng lớn từ vựng từ Văn ngôn và có những đặc điểm ngữ pháp khác biệt hẳn với Quan thoại.
Tiếng Ôn Châu là một trong năm dạng tiếng Trung ngoài Quan thoại tiêu chuẩn mà Đài Phát thanh Quốc tế Trung Quốc dùng để phát thanh, cùng với tiếng Quảng Đông, tiếng Phúc Kiến, tiếng Triều Châu và tiếng Khách Gia.

## Phân loại
Tiếng Ôn Châu được chia ra làm nhiều tiểu phương ngữ. Khi người ta nhắc đến "Ôn Châu thoại tiêu chuẩn", họ muốn nói đến dạng tiếng Ôn Châu nói bởi hơn 1 triệu người sống ở Lộc Thành (tức quận đô thị của địa cấp thị Ôn Châu). Hơn 5 triệu người nữa sống ở vùng khá giả của Lộc Thành, Long Loan, Thuỵ An, Nhạc Thanh, Âu Hải, nói các phương ngữ Âu Giang dễ thông hiểu lẫn nhau. Người nói tiếng Ngô ở Thai Châu, giáp ranh Ôn Châu, thường không thông hiểu Âu Giang thoại.

## Phân bố địa lý
Tiếng Ôn Châu chủ yếu được nói ở địa cấp thị Ôn Châu và vùng lân cận. Nó cũng có mặt rải rác tại Phúc Kiến. Ở hải ngoại, nó được nói tại khu phố Tàu Flushing và phố người Hoa Brooklyn trong thành phố New York, Hoa Kỳ. Tiếng Ôn Châu cũng hiện diện trong một số cộng đồng Hoa kiều châu Âu, nhất là ở Ý, Pháp, Tây Ban Nha. So với Quan thoại, tiếng Ôn Châu được dùng rộng rãi hơn ở Ý, nơi cư ngụ của một nửa Hoa kiều gốc Ôn Châu tại châu Âu.

## Phương ngữ/Tiểu phương ngữ
Âu Giang (Đông Âu) 甌江 (東甌)
- Phương ngữ Ôn Châu 溫州話
- Phương ngữ Thuỵ An 瑞安話
- Phương ngữ Văn Thành 文成話

Điểm khác biệt lớn nhất giữa các phương ngôn Âu Giang thoại miền đông (như Văn Thành thoại) và Ôn Châu thoại là ở thanh điệu (Văn Thành thoại không có thanh giáng) và sự lưu giữ âm /f/ trước /o/:
|                 | 八 | 风  | 到 | 晓得  |
| --------------- | -- | --- | -- | ----- |
| Ôn Châu thoại   | pʊ | hoŋ | tɜ | ɕadei |
| Văn Thành thoại | bɔ | foŋ | tɶ | ɕɔdei |

## Âm vị học

### Phụ âm
|                    |                    | Môi | Môi-răng | Chân răng | Chân răng-vòm | Vòm | Ngạc mềm | Thanh hầu |
| ------------------ | ------------------ | --- | -------- | --------- | ------------- | --- | -------- | --------- |
| Mũi                | Mũi                | m   |          | n         | ȵ             |     | ŋ        |           |
| Tắc                | hữu thanh          | b   |          | d         |               |     | ɡ        |           |
| Tắc                | vô thanh           | p   |          | t         |               |     | k        |           |
| Tắc                | bật hơi            | pʰ  |          | tʰ        |               |     | kʰ       |           |
| Xát                | hữu thanh          |     | v        | z         |               |     |          | ɦ         |
| Xát                | vô thanh           |     | f        | s         | ɕ             |     |          | h         |
| Tắc xát            | hữu thanh          |     |          | dz        | dʑ            |     |          |           |
| Tắc xát            | vô thanh           |     |          | ts        | tɕ            |     |          |           |
| Tắc xát            | bật hơi            |     |          | tsʰ       | tɕʰ           |     |          |           |
| Tiếp cận           | Tiếp cận           |     |          |           |               | j   |          |           |
| Tiếp cận cạnh lưỡi | Tiếp cận cạnh lưỡi |     |          | l         |               |     |          |           |

- Phụ âm cuối duy nhất là /ŋ/, như trong /aŋ eŋ oŋ/

### Nguyên âm
Ôn Châu thoại có [a ɛ e i ø y ɜ ɨ o u]. Nguyên âm đôi: [ai au ei øy ɤu/ou iɛ uɔ/yɔ]. Nó là phụ âm âm tiết hoá [ŋ̩].